# Leuggern
Leuggern là một đô thị ở huyện Zurzach, bang Aargau, Thụy Sĩ.

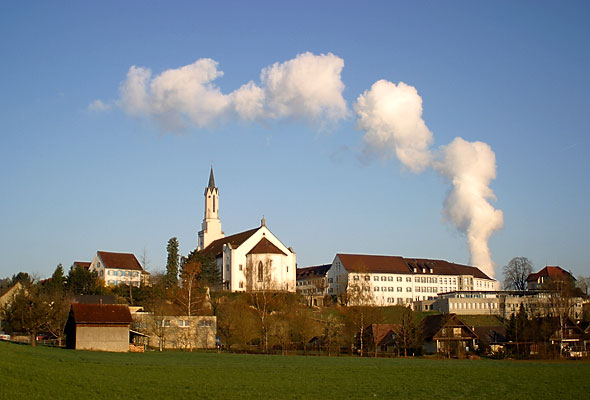
Leuggern